# Eat My Dust (jeu vidéo)
Pour les articles homonymes, voir Eat My Dust.
Eat My Dust est un jeu vidéo de course développé par Davidson & Associates et édité par Sierra On-Line, sorti en 1997 sur Windows.

## Accueil
- The Electric Playground : 3/10[1]